# Marduk-zakir-shumi I
Marduk-zakir-šumi I («Marduk pronunció el nombre», fue un rey de la IX dinastía de Babilonia, o de la llamada Dinastía de E, refiriéndose a una mezcla de dinastías del período referido, que reinó en 855 a. C.-819 a. C.. Fue contemporáneo de los reyes asirios, Salmanasar III) (859–824 a. C.) y Šamšiadad V (824–811 a. C.), con los que se alió.
Al principio de su reinado sufrió la rebelión de su hermano Marduk-balassu-iqbi, al que se vio obligado a ceder la mitad del reino. Sin embargo, llamó en su ayuda al rey Salmanasar III de Asiria, quien intervino y en el año 851 a. C. derrotó al rebelde. A raíz de este suceso, ambos monarcas sellaron solemnemente la reconciliación de los dos pueblos, tradicionalmente enfrentados.
Sin embargo, el acercamiento fue pasajero, pues a la muerte de Salmansar III, su hijo Šamšiadad V tuvo dificultades para conservar el trono y no encontró ayuda en Marduk-zakir-shumi, al que tuvo que comprar su apoyo o neutralidad. Finalmente, ambos firmaron un tratado, del que sólo queda un fragmento, pero parece haber sido ventajoso para el babilonio.